# Fort Saint-Louis (Texas)
Vous lisez un « bon article » labellisé en 2008.
Pour les articles homonymes, voir Fort Saint-Louis.
Le Fort Saint-Louis, au Texas, est fondé en 1685 par l'explorateur français René-Robert Cavelier de La Salle et les membres de son expédition, parmi lesquels le missionnaire franciscain Zénobe Membré, sur les berges de la Garcitas Creek, à quelques kilomètres à l'intérieur des terres depuis l'embouchure du fleuve Lavaca. La Salle a l'intention de créer la colonie à l'embouchure du Mississippi, mais des cartes imprécises et des erreurs de navigation conduisent ses navires à plus de six cents kilomètres à l'ouest, sur les côtes du Texas.
La colonie, au cours de sa brève existence, connait de nombreuses difficultés, dont l'hostilité des indigènes et les épidémies venant s'ajouter à de rudes conditions climatiques. Conscient de sa mission originelle, La Salle conduit plusieurs expéditions pour trouver le Mississippi, ce qui lui permet d'explorer une bonne partie du Río Grande et l'est du Texas. Lors d'une de ses absences, en 1686, le dernier navire de la colonie est détruit, interdisant aux colons de s'approvisionner auprès des possessions françaises de la mer des Caraïbes. Sa dernière expédition a lieu sur le fleuve Brazos, au début de 1687 : La Salle et cinq de ses hommes sont assassinés en raison de rivalités au sein du groupe qu'il conduit.
L'Espagne, entendant parler de la mission de La Salle en 1686, s'inquiète de ce qu'une colonie française puisse menacer ses possessions de Nouvelle-Espagne.
Les autorités espagnoles lancent plusieurs expéditions afin de la découvrir et de la détruire.
Une expédition espagnole conduite par Alonso de León tombe finalement sur les restes du fort au printemps 1689, trois ou quatre mois après que les indiens Karankawas ont tué la plupart des Français, à l'exception de cinq enfants qu'ils capturent.
Bien que n'ayant existé que durant trois années, cette colonie permet à la France de revendiquer la possession du Texas puis, plus tard, aux États-Unis de justifier leur revendication sur le Texas espagnol, en prétextant qu'il fait partie du territoire concerné par la vente de la Louisiane.

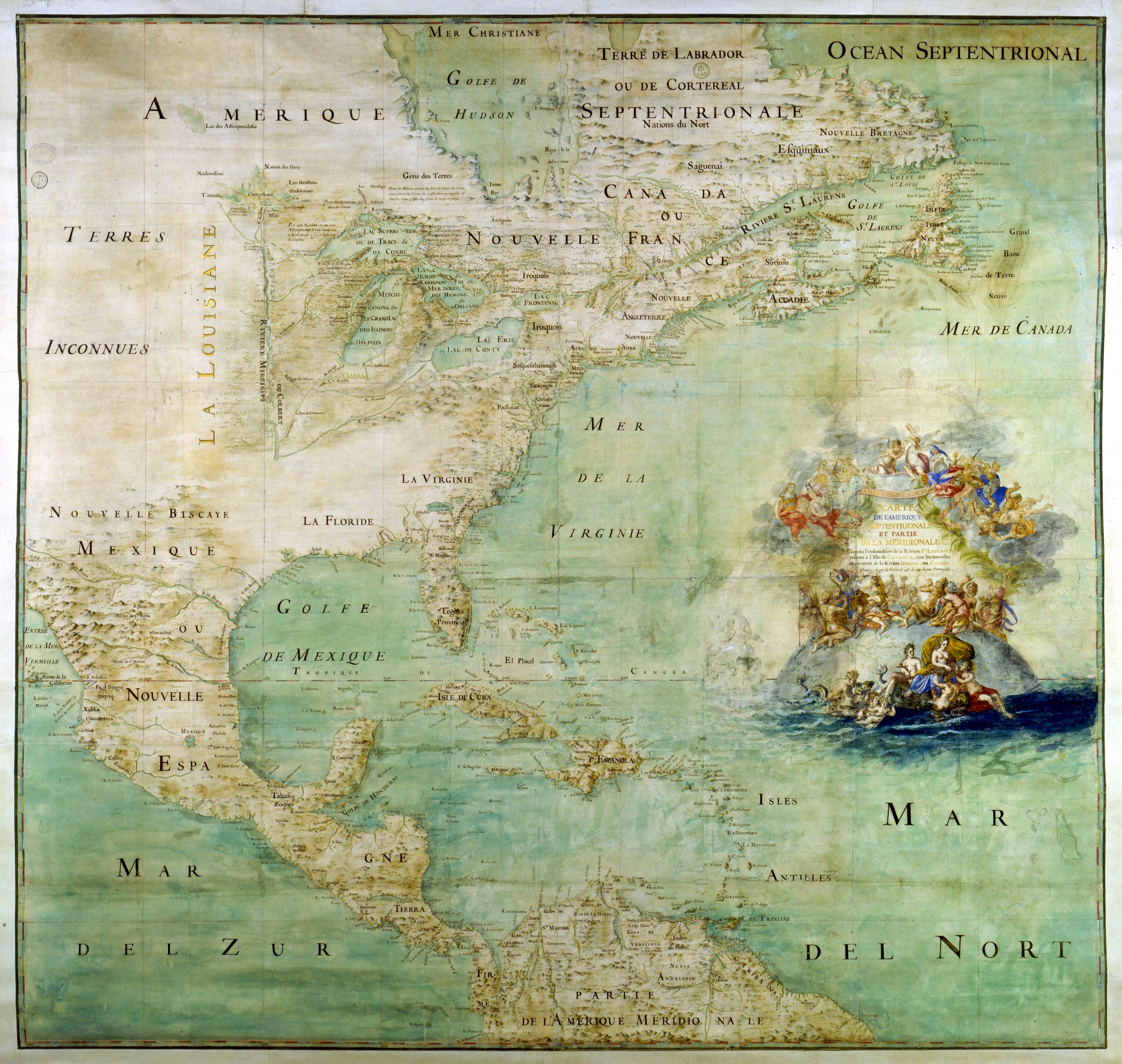
Carte française de 1681, attribuée à l'abbé Claude Bernou, représentant l'Amérique du Nord.

## Contexte

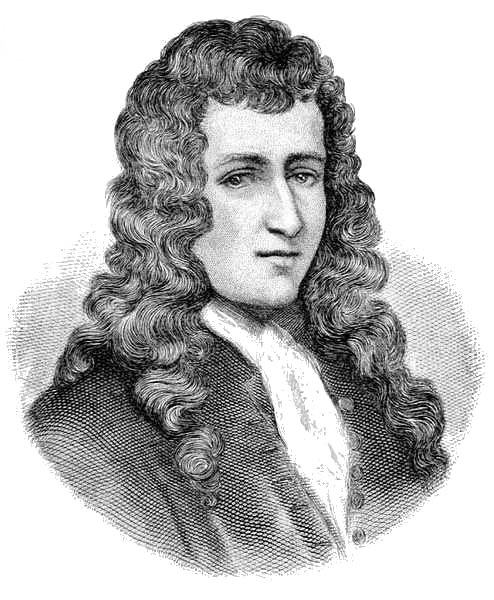
Gravure du XIXe siècle représentant René-Robert Cavelier de La Salle.

À la fin du XVIIe siècle, une grande partie de l'Amérique du Nord est occupée par les pays européens. L'Espagne possède la Floride, le Mexique et la plus grande partie du sud-ouest du continent (Texas espagnol). La côte nord-atlantique est aux mains des Britanniques et les Français occupent la Nouvelle-France, une grande partie de ce qui est aujourd'hui le Canada, ainsi que le pays des Illinois. Les Français craignent que leur territoire ne soit vulnérable aux visées expansionnistes de leurs voisins. En 1681, Robert de La Salle lance une expédition qui descend le Mississippi, espérant rejoindre l'océan Pacifique, mais il découvre en fait une voie menant au golfe du Mexique. Bien que Hernando de Soto ait exploré et pris possession de cette région pour l'Espagne, cent quarante ans auparavant, le 9 avril 1682, La Salle revendique la vallée du Mississippi au nom du roi de France, Louis XIV, et la baptise Louisiane, en son honneur.
Sans la présence française à l'embouchure du Mississippi, l'Espagne contrôlerait l'ensemble du golfe du Mexique et constituerait une menace sur les frontières méridionales de la Nouvelle-France. La Salle estime que le Mississippi est proche de l'extrémité orientale de la Nouvelle-Espagne, et lors de son retour en France en 1683, il propose la création d'une colonie à l'embouchure du fleuve. Celle-ci pourrait fournir une base pour la promotion du christianisme au sein des peuples autochtones ainsi qu'une tête de pont idéale pour attaquer la province espagnole de Nueva Vizcaya et prendre le contrôle de ses riches mines d'argent,. Il fait valoir qu'un faible nombre de Français pourrait parvenir à envahir la Nouvelle-Espagne grâce à une alliance avec les peuples autochtones, fâchés d'être réduits en esclavage par les Espagnols. Après que l'Espagne a déclaré la guerre à la France, en octobre 1683, Louis XIV accepte de soutenir le plan de La Salle ; ses fonctions officielles comprennent dès lors « de confirmer l'allégeance des Indiens à la couronne de France, qui les conduit à la vraie foi, et de maintenir la paix inter tribale ».

## L'expédition

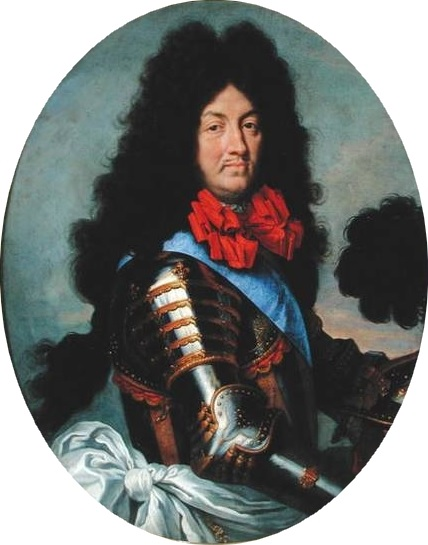
Louis XIV en 1684.

La Salle prévoit à l'origine de faire route vers la Nouvelle-France, puis un voyage terrestre jusqu'au pays des Illinois et de descendre ensuite le Mississippi jusqu'à son embouchure. Cependant, Louis XIV enjoint à La Salle de faire voiles à travers le golfe du Mexique que l'Espagne estime être sa propriété exclusive. Bien que La Salle n'ait demandé qu'un seul navire, le 24 juillet 1684, il quitte La Rochelle avec quatre vaisseaux : le man'o'war de 36 canons Le Joly, le ravitailleur de 300 tonneaux L'Aimable, le trois-mâts barque La Belle et le ketch Saint-François,,. Bien que Louis XIV ait fourni Le Joly et La Belle, La Salle, qui souhaite plus d'espace de chargement, a loué L'Aimable et le Saint-François à des marchands français. Le roi a également fourni cent soldats et la totalité des équipages des navires, ainsi que des fonds pour embaucher des travailleurs qualifiés qui se joindront à l'expédition. La Salle est cependant contraint d'acheter sur ses fonds propres les biens à échanger avec les Amérindiens.
Les navires emportent près de 300 personnes, parmi lesquelles des soldats, des artisans, six missionnaires, huit commerçants, et plus d'une douzaine de femmes et d'enfants. Peu après leur départ, la France et l'Espagne cessent les hostilités, et Louis XIV n'est plus guère intéressé à envoyer des renforts à La Salle. Les détails du voyage ont été tenus secrets, de sorte que l'Espagne ne soit pas au courant de son objet, et l'officier de marine de La Salle, le sieur de Beaujeu, est furieux de n'avoir été informé de leur destination qu'après leur départ. La discorde entre eux s'intensifie lorsque, arrivés à Saint-Domingue, ils se querellent sur le lieu de leur mouillage. Beaujeu part vers une autre partie de l'île, ce qui permet aux corsaires espagnols de se saisir du Saint-François, alors pleinement chargé de provisions et d'outils pour la colonie.
Lors des 58 jours de voyage, deux personnes meurent de maladie et une femme donne naissance à un enfant. Le trajet jusqu'à Saint-Domingue a duré plus de temps que prévu et les provisions sont plutôt restreintes, en particulier après la perte du Saint-François. La Salle a peu d'argent pour reconstituer les réserves, mais deux des commerçants du bord ont vendu une partie de leurs marchandises aux habitants de l'île, et prêté leurs bénéfices à La Salle. Pour renflouer les effectifs après la désertion de plusieurs hommes, La Salle recrute quelques habitants de l'île pour se joindre à l'expédition.
Fin novembre 1684, alors que La Salle vient de se remettre d'une maladie sévère, les trois navires partent à la recherche du delta du Mississippi. Avant qu'ils ne quittent Saint-Domingue, les marins locaux les mettent en garde contre les puissants courants du golfe qui peuvent repousser leurs bateaux vers le détroit de Floride s'ils ne corrigent pas leur route. Le 18 décembre, l'expédition atteint le golfe du Mexique et pénètre dans un territoire que l'Espagne revendique comme sien. Aucun des membres de l'expédition n'a jamais navigué dans le golfe ni ne connaît ses côtes. À cause de cartes imprécises, d'une erreur de calcul de La Salle lors de la détermination de la latitude de l'embouchure du Mississippi et d'une correction exagérée des courants, l'expédition ne parvient pas à trouver le Mississippi. Elle débarque dans la baie de Matagorda au début de 1685, à plus de six cents kilomètres à l'ouest du fleuve.

## Construction du fort
Le 20 février, les colons débarquent pour la première fois depuis qu'ils ont quitté Saint-Domingue, trois mois plus tôt. Ils installent un campement provisoire à l'emplacement de l'actuel phare de Matagorda. Le chroniqueur de l'expédition, Henri Joutel, décrit ainsi sa première impression du Texas : « La contrée ne me parut pas très favorable. Elle était plate et sablonneuse, mais néanmoins couverte d'herbe. Il y avait plusieurs petits lacs de sel. Nous ne vîmes guère de volailles sauvages à l'exception de quelques grues et oies du Canada qui ne s'attendaient pas à nous voir. »

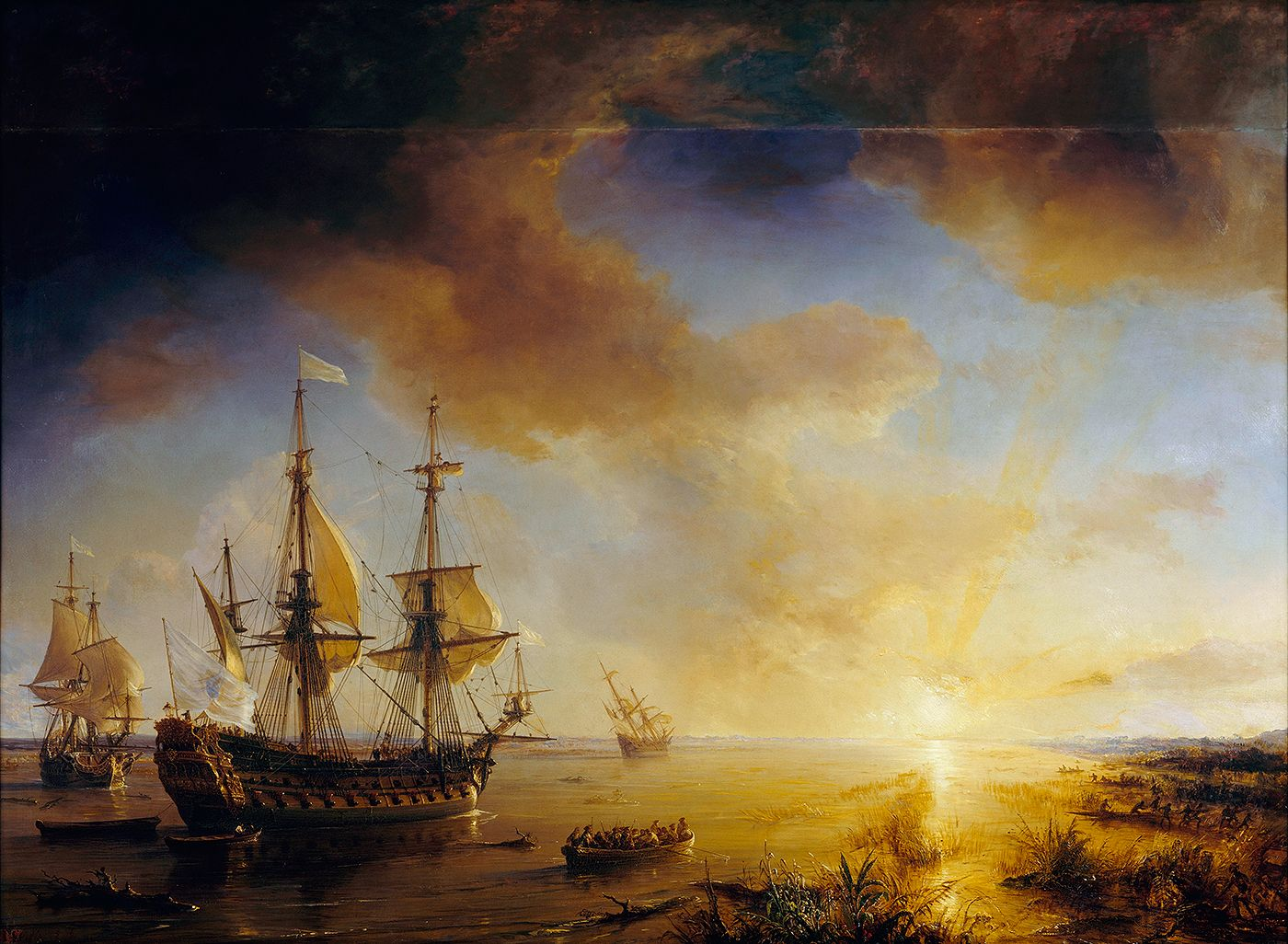
Expédition de Robert Cavelier de La Salle à la Louisiane en 1684, peint en 1844 par Théodore Gudin.
La Belle est sur la gauche, Le Joly au centre et L'Aimable est échoué à droite.

Contre l'avis de Beaujeu, La Salle ordonne à La Belle et à L'Aimable « de négocier l'étroite et peu profonde passe » afin d'apporter les provisions plus près du camp. Pour alléger L'Aimable, ses huit canons et une petite partie de sa cargaison sont déchargés. Après que La Belle a négocié avec succès la passe, La Salle envoie son pilote à L'Aimable pour l'aider dans sa navigation, mais le capitaine de L'Aimable refuse cette aide,. Alors que L'Aimable établit ses voiles, un groupe d'Amérindiens Karankawas s'approche et enlève quelques colons. La Salle emmène un petit groupe de soldats pour les secourir. Lorsqu'il revient, L'Aimable est échoué sur un banc de sable. Après avoir appris que le capitaine a donné l'ordre de faire voiles bien que son navire ait touché le banc, La Salle est persuadé que celui-ci a délibérément échoué son navire.
Pendant plusieurs jours, les hommes tentent de sauver outils et provisions qui se trouvent sur L'Aimable, mais une tempête les empêche de sauver plus que quelques canons, de la poudre, un peu de nourriture et de marchandises avant que le navire ne coule le 7 mars. Les Karankawas pillent alors les restes du naufrage qui viennent s'échouer sur la côte. Lorsque les soldats français approchent de leur village pour reprendre leurs biens, les indigènes se cachent. Découvrant le village désert, les soldats récupèrent les marchandises mais volent également des fourrures et deux canoës. Les Karankawas furieux attaquent, tuant deux Français et en blessant quelques autres.
Beaujeu, ayant accompli sa mission d'escorte des colons à travers l'océan Atlantique rentre en France à bord du Joly à la mi-mars 1685,. Nombre de colons choisissent alors de repartir avec lui, seul reste un groupe de 180 personnes. Bien que Beaujeu remette à son arrivée un message de La Salle demandant davantage de provisions, les autorités françaises, maintenant en paix avec l'Espagne, n'y répondront jamais,. Parmi les colons restant, ceux qui souffrent de dysenterie et de maladies vénériennes meurent peu à peu. Les bien-portants construisent des puits et un fort provisoire sur l'île de Matagorda.
Le 24 mars, La Salle emmène 52 hommes sur cinq canoës pour trouver un site moins exposé. Ils découvrent la Garcitas Creek, une rivière poissonneuse, dont les rives semblent fertiles. Ils la nomment la rivière aux Bœufs en raison des bisons qui paissent dans les environs. Fort Saint Louis est construit sur un promontoire qui domine la rivière, à une lieue et demie de son embouchure. Deux hommes meurent, l'un mordu par un crotale et l'autre se noie en pêchant. Parfois, pendant la nuit, les Karankawas les encerclent et poussent des hurlements, mais les soldats parviennent à les effrayer en tirant quelques coups de feu.

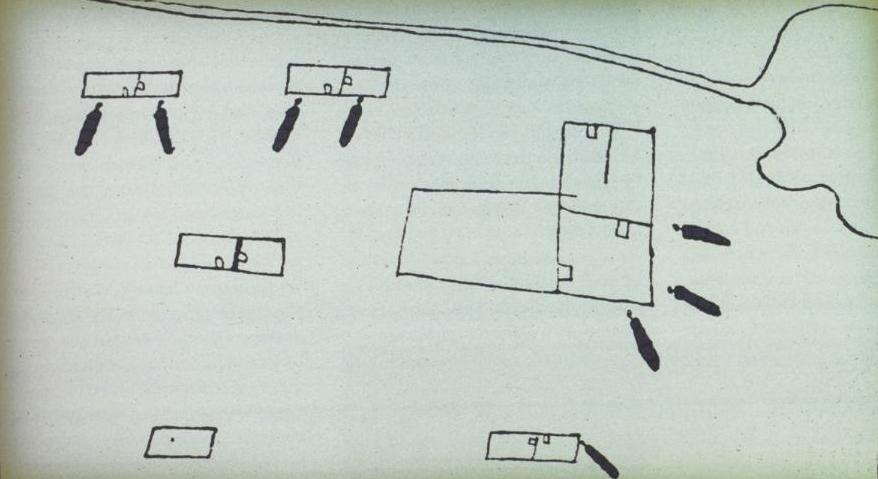
Plan du fort Saint Louis dessiné par un membre de l'expédition espagnole qui le découvrit en 1689. On y remarque la rivière, les bâtiments et l'emplacement des canons.

Au début de juin, La Salle conduit les colons qui restent vers le site récemment découvert. Soixante-dix personnes entament alors un voyage de 80 kilomètres par voie de terre, le 12 juin. Toutes les provisions et marchandises sont déchargées de La Belle, une tâche harassante qui s'achève à la mi-juillet. Le dernier chargement est emmené par les trente hommes qui gardaient jusqu'alors le navire. Bien que des arbres poussent à proximité du nouveau site, ils ne conviennent pas pour la construction d'un fort et des troncs doivent être transportés vers le site de construction sur plusieurs kilomètres. Certaines poutres et planches sauvées de L'Aimable y sont également acheminées. Fin juillet, la moitié des colons sont morts d'épuisement et de faim.
Les survivants construisent un grand bâtiment de deux étages au centre du site. Le rez-de-chaussée est divisé en trois pièces, une pour La Salle, une pour les prêtres et une pour les officiers. Le premier étage ne comporte qu'une seule pièce qui sert d'entrepôt. Autour de la bâtisse, on en trouve plusieurs autres, plus petites, qui abritent les autres membres de l'expédition. Les huit canons qui ont été sauvés de L'Aimable, dont chacun pèse entre 318 et 514 kg, sont positionnés autour du fort.

## Explorations
Pendant plusieurs mois les colons mènent de courtes expéditions afin d'explorer les alentours de leur nouveau domaine. Fin octobre 1685, La Salle décide de mener une expédition plus lointaine avec le seul navire qui lui reste, La Belle. Il réapprovisionne le navire et embarque 50 hommes en plus des 27 hommes d'équipage de La Belle, laissant 34 hommes, femmes et enfants au fort. Le gros de la troupe accompagne La Salle sur des canoës qui longent la côte, alors que La Belle les suit plus au large. Après trois jours de voyage, ils découvrent un village d'Amérindiens hostiles. Vingt Français attaquent le village indigène, où ils trouvent divers objets espagnols. Plusieurs hommes meurent en mangeant des figues de Barbarie, et les Karankawas tuent un petit groupe qui campait sur la plage, dont le capitaine de La Belle.
De janvier à mars 1686, La Salle et ses hommes cherchent, par voie de terre, le Mississippi : ils se dirigent vers l'ouest, jusqu'au Rio Grande et atteignent probablement la ville actuelle de Langtry,. Les hommes questionnent les indigènes, leur demandant des renseignements sur la situation des Espagnols et de leurs mines, leur offrant des présents et leur racontant des histoires dépeignant les Espagnols comme cruels et les Français comme bienveillants. Lorsque le groupe revient, il ne trouve pas La Belle et est contraint de rentrer à pied au fort,.
Le mois suivant, ils mènent des recherches vers l’est pour essayer de trouver le Mississippi et regagner le Canada. Au cours de leur périple, ils rencontrent les Caddos, qui leur donnent une carte de leur territoire, de celui de leurs voisins et montrant la position du Mississippi. Les Caddos avaient coutume de faire des pactes d'amitié avec leurs voisins et étendirent cette politique pacifique aux Français. Chez les Caddos, l'expédition rencontre des commerçants Jumanos, qui leur rapportent la présence des Espagnols sur le territoire de l'actuel Nouveau-Mexique. Ces marchands informeront plus tard les Espagnols de leur rencontre avec les Français.
Lorsqu'ils atteignent la rivière Neches, quatre hommes désertent, et La Salle ainsi que l'un de ses neveux tombent malades, contraignant le groupe à s'arrêter pendant deux mois. Lorsqu'ils se remettent, les vivres et la poudre commencent à manquer. En août, les huit survivants de l'expédition reviennent au Fort Saint Louis, n'ayant jamais dépassé l'est du Texas actuel.
Alors que La Salle est en route, six des marins qui étaient sur La Belle arrivent au Fort Saint-Louis. Selon leurs témoignages, le nouveau capitaine de La Belle est un ivrogne, perpétuellement saoul. Parmi les marins, bien peu sont capables de naviguer, et ils finissent par échouer le navire sur la péninsule de Matagorda. Les survivants partent en canoë vers le fort, laissant le bateau sur place. La destruction de leur dernier navire laisse les colons isolés sur la côte texane, sans aucun espoir de pouvoir gagner les colonies françaises des Caraïbes.
Au début de janvier 1687, il reste moins de 45 personnes sur les 180 de la colonie, qui est en proie à des guerres intestines,,. La Salle pense que leur seul espoir de survie est une expédition terrestre vers la Nouvelle-France ; il lance donc une expédition vers le pays des Illinois. Moins de vingt colons restent à Fort Saint Louis, principalement des femmes, des enfants, des malades, ainsi que sept soldats et trois missionnaires dont La Salle est mécontent. Dix-sept hommes participent à l'expédition, dont La Salle, son frère et deux de ses neveux. Alors qu'ils campent près de l'actuelle localité de Navasota le 18 mars, les hommes se querellent pour un morceau de viande de bison. Pendant la nuit, l'un des neveux de La Salle et deux autres hommes sont assassinés dans leur sommeil par un membre de l'expédition. Le jour suivant, La Salle est tué à son tour alors qu'il enquête sur la disparition de son neveu,. Un combat s'engage alors qui conduit à la mort de deux autres membres de l'expédition. Deux des survivants, dont Jean L'Archevêque, rejoignent les Caddos. Les six autres parviennent à rejoindre le pays des Illinois. Pendant leur périple de l'Illinois au Canada, les hommes ne disent à personne que La Salle est mort. Ils regagnent la France à l'été 1688, et informent le roi de la mort de La Salle et des terribles conditions de la colonie, mais Louis XIV n'envoie aucun secours.

## Réponse espagnole

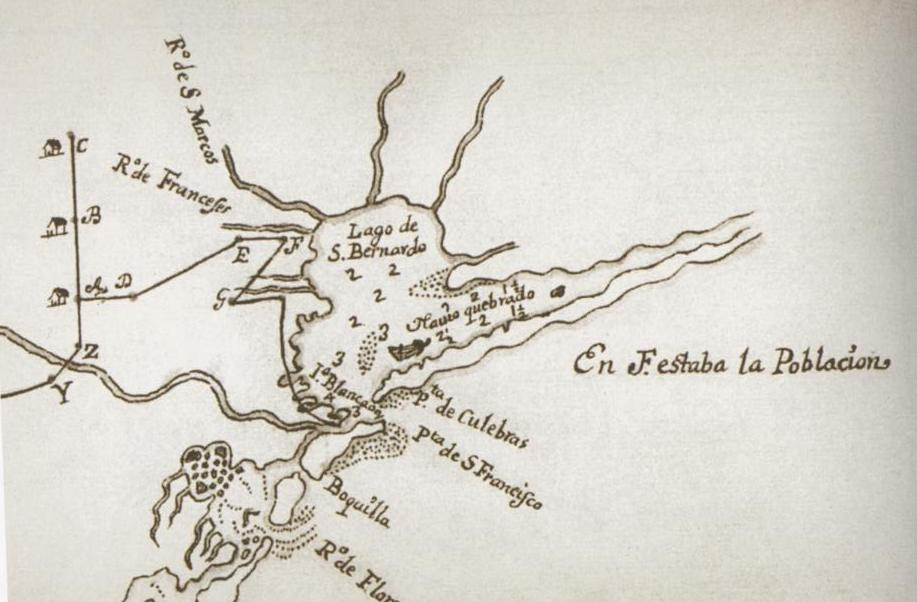
Carlos de Sigüenza y Góngora dessina cette carte de la baie de Matagorda (que les Espagnols nommaient « baie de San Bernardo ») à partir de croquis réalisés lors de l'expédition d'Alonso de León en 1689. Fort Saint Louis y est indiqué par un « F », et La Belle par les mots Navio Quebrado, qui signifient « Navire brisé ».

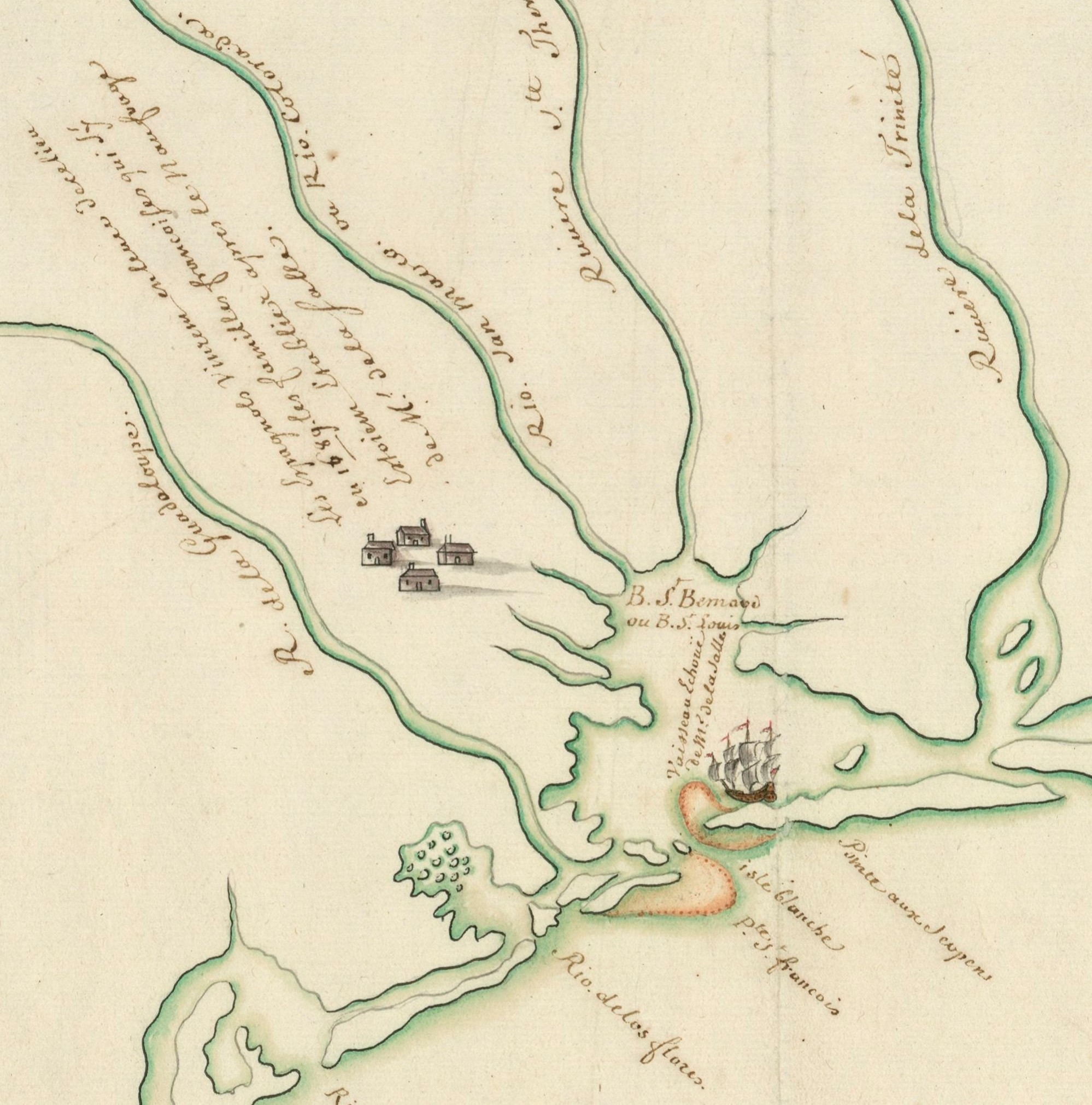
Détail d'un plan français édité entre 1690 et 1715 présentant le naufrage d'un navire de Cavelier de La Salle (sans doute La Belle) et le village où furent recueillis les derniers survivants par les Espagnols en 1689.

La mission de La Salle reste secrète jusqu'en 1686, lorsque Denis Thomas, un membre de l'expédition qui a déserté à Saint-Domingue, est arrêté pour piraterie. Dans l'espoir de voir sa peine allégée, Thomas informe ses geôliers espagnols des plans de La Salle de fonder une colonie et d'éventuellement se saisir des mines d'argent. Malgré sa confession, Thomas est pendu.
Le gouvernement espagnol comprend que la colonie française est une menace pour ses mines et ses routes maritimes, aussi le conseil de guerre de Carlos II pense que « l'Espagne doit prestement entreprendre une action pour supprimer cette épine qui perce le cœur de l'Amérique. Plus on attendra et plus ce sera difficile. » Les Espagnols n'ont aucune idée de l'endroit où se trouve La Salle, et, en 1686, ils envoient une expédition maritime et deux expéditions terrestres pour tenter de découvrir sa colonie. Bien que les expéditions ne trouvent pas La Salle, elles définissent qu'il doit se situer entre le Rio Grande et le Mississippi. Les quatre autres expéditions qui sont lancées l'année suivante échouent également, mais permettent à l'Espagne de mieux connaître la géographie et les côtes de cette région du golfe du Mexique.
En 1688, Les Espagnols envoient trois nouvelles expéditions, deux par mer et une par voie de terre. L'expédition terrestre, conduite par Alonso de León, découvre Jean Gery, qui avait déserté la colonie française et vivait dans le Sud du Texas actuel avec des Coahuiltecans. Utilisant Gery comme guide et traducteur, De León trouve finalement le fort à la fin du mois d'avril 1689. Le fort et les cinq bâtisses qui l'entourent sont en ruines. Quelques mois plus tôt, les Karankawas ont en effet attaqué la colonie. Les indigènes ont semé la mort et la destruction, on trouve le corps de trois personnes, dont une femme qui a reçu une flèche dans le dos. Un prêtre espagnol qui accompagne De León organise un service funèbre pour les trois victimes. Le chroniqueur de l'expédition, Juan Bautista Chapa, écrit que tout ceci est le châtiment divin pour s'être opposé au pape, car Alexandre VI a accordé le territoire des Indes aux seuls Espagnols,,. Ils brûlent ce qui reste de Fort Saint-Louis, dans le but sans doute d'effacer toute trace de la présence française. Les Espagnols enterrent également les huit canons français, sans doute comptent-ils revenir les chercher plus tard. Ils reviendront en effet établir leur propre presidio (fort) sur ce site en 1722 mais ils ne retrouvèrent pas les canons.
Au début de 1689, les autorités espagnoles reçoivent une lettre écrite en français. Des éclaireurs jumanos ont reçu ces papiers des Caddos, qui leur ont demandé de les remettre aux Espagnols. Les documents comprennent une peinture sur parchemin représentant un bateau, ainsi qu'un message écrit par Jean L'Archevêque. Le message dit :

« Je ne sais quelle sorte de gens vous êtes. Nous sommes Français [;] nous vivons parmi les sauvages[;] nous préférerions être parmi des Chrétiens tels que nous […]. Notre seul grief est d'être parmi des bêtes comme eux qui ne croient ni en Dieu ni en rien. Mes Seigneurs, s'il vous plaît de nous emmener, il vous suffit de nous envoyer un message. […] Nous nous livrerons à vous. »

 Quelque temps après, De León secourt L'Archevêque et son compagnon Jacques Grollet. Interrogés, ils mentionnent que plus de cent colons sont morts de petite vérole et que les autres ont été tués par des indigènes.

## Postérité
On ne compte qu'une quinzaine de survivants de la colonie fondée par La Salle. Six d'entre eux retournent en France, les autres sont capturés par les Espagnols. De León retrouve quatre enfants, survivants de l'ultime attaque amérindienne, qui sont adoptés par les Karankawas. Selon le témoignage des enfants, ils sont attaqués vers Noël 1688, et tous les colons sont tués. Après leur sauvetage, ils sont confiés au vice-roi de Nouvelle-Espagne, le comte de Galve, chez qui ils devinrent domestiques. Parmi eux, les frères Pierre et Jean-Baptiste Talon, qui rentrent également en France et dont le témoignage sert à l'expédition d'Iberville en 1699 dans le golfe du Mexique. Parmi les autres captifs des Espagnols, trois deviennent citoyens espagnols et s'installent au Nouveau-Mexique. Malgré la destruction de la colonie française, les Espagnols craignent qu'une tentative de retour des Français ne soit inévitable. Aussi la couronne espagnole autorise-t-elle pour la première fois l'installation de postes avancés à l'est du Texas et à Pensacola.
La France n'abandonne pas sa revendication sur le Texas jusqu'au 3 novembre 1762, lorsqu'elle cède à l'Espagne tout le territoire à l'ouest du Mississippi par le traité de Fontainebleau. En 1803, trois ans après que l'Espagne a restitué la Louisiane à la France, Napoléon la vend aux États-Unis. Le traité original, entre l'Espagne et la France, ne définit pas explicitement les frontières de la Louisiane, et les descriptions contenues dans le document sont ambiguës et contradictoires. Les États-Unis insistent auprès de l'Espagne sur ce que la vente comprend tout le territoire revendiqué par la France, y compris le Texas. Le cas est réglé seulement le 22 février 1819, lorsque l'Espagne cède la Floride aux États-Unis et que, en contrepartie, ceux-ci abandonnent leur revendication sur le Texas. La frontière officielle du Texas est placée sur la Sabine (frontière actuelle entre Texas et Louisiane), puis suivant les rivières Rouge du Sud et Arkansas jusqu'au 42e parallèle.

## Fouilles archéologiques
En 1908, l'historien Herbert Eugene Bolton identifia un site le long de la Garcitas Creek, près de la baie de Matagorda, comme étant l'emplacement du fort. D'autres historiens, avant et après Bolton, le situaient plutôt sur la baie du Lavaca. Historiens et archéologues ont débattu pendant plusieurs décennies de l'exact emplacement du Fort Saint-Louis, certains ont émis des doutes sur le fait que les Espagnols avaient bâti leur presidio sur ses ruines comme ils le prétendirent. En 1950, des fouilles archéologiques sur le site de la Garcitas Creek près du Texas Memorial Museum mirent au jour des traces du fort espagnol et de nombreux objets d'origine française. Mais les canons français ne furent pas retrouvés, et le doute persista,. Il fut levé en 1996, lorsqu'un paysan trouva les canons avec un détecteur de métaux sur le site de la Garcitas Creek et que des archéologues de la Texas Historical Commission (THC) furent mandatés pour fouiller et documenter le lieu où reposaient les huit canons qui n'avaient pas vu le jour depuis 300 ans,.
Cette découverte mit fin au débat historique sur l'emplacement du fort et conduisit à des recherches poussées concernant le Fort Saint-Louis et le presidio par la THC. Sous la direction du Docteur Jim Bruseth et avec l'assistance du directeur de projet Mike Davis, les archéologues de la THC fouillèrent le site jusqu'en 1999. Ils cartographièrent les emplacements du fort et du presidio et apprirent de nouveaux détails concernant les deux époques d'occupation. L'une des plus importantes découvertes fut celle des tombes des trois Français enterrés par les Espagnols.

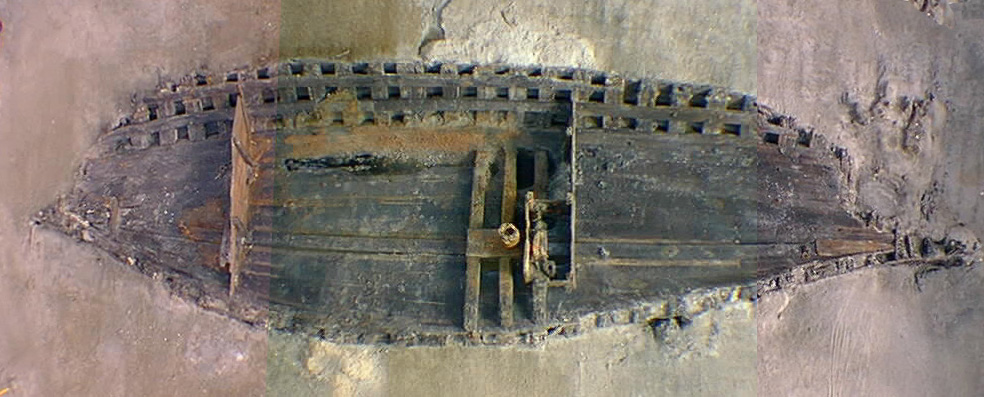
L'épave de La Belle pendant les fouilles entreprises par la THC.

Pendant des décennies, la THC a également recherché le site du naufrage de La Belle. En 1995, il fut découvert dans la baie de Matagorda. Les chercheurs remontèrent à la surface un canon en bronze de 363 kg, ainsi que des balles de mousquet, des broches en bronze et des perles de troc. De larges sections de la coque en bois étaient intactes, protégées de l'eau salée chaude par des couches de sédiments boueux qui avaient créé une gangue sans oxygène autour de l'épave,. La Belle était le plus ancien navire naufragé français retrouvé alors dans l'hémisphère occidental. Pour permettre aux archéologues de retrouver le plus d'objets possible, un batardeau fut construit autour de l'épave. Il permit aux scientifiques de travailler à sec, comme s'ils étaient sur la terre ferme. Il s'agissait de la première tentative de cette nature en Amérique du Nord. Des recherches utilisant un batardeau avaient été menées en Europe, mais aucune sur un navire aussi grand que La Belle.
La National Underwater and Marine Agency rechercha l'épave de L'Aimable de 1997 à 1999. Elle découvrit un site prometteur mais le navire reposait sous plus de sept mètres de sable et ne pouvait être atteint.